# Naśladownikowate
Naśladownikowate (Mimetidae) – rodzina pająków z podrzędu Opisthothela. Zarówno polską, jak i łacińską nazwę naukową zawdzięczają zdolnościom mimetycznym. W Polsce występują 4 gatunki: guzoń pajęczarz (Ero furcata), guzoń garbusek (Ero aphana), Ero cambridgei, Ero tuberculata.
Rodzina Mimetidae zawiera około 166 gatunków podzielonych na 8 rodzajów (World Spider Catalog, Version 26), z których Mimetus i Ero są najbardziej rozpowszechnione. Naśladownikowate są zazwyczaj żółte i brązowe i mają zazwyczaj od 3 do 7 mm długości. Naśladownikowate mogą być rozpoznawane po rzędach przypominających kolce włosów na długich, przednich odnóżach; rzędy te składają się z długich kolców, poprzedzonych seriami krótszych.
Mimetidae zwykle polują na niciach pajęczyny swoich ofiar, symulując ruchy uwięzionego owada lub potencjalnego partnera. Kiedy ich zdobycz podchodzi zwabiona, łapie ją i zjada. Niektóre gatunki polują również na owady. Sposób żerowania powoduje problemy z kopulacją i niewiele wiadomo jak samce wabią samice unikając bycia pożartym. Jednakże niektóre samce z rodzaju Gelanor występujące w Ameryce Południowej mają niezwykle długie przydatki, których używają do zapłodnienia samicy.

## Rodzaje
Klasyfikacja zgodnie z World Spider Catalog Version 26 (2025):
- Anansi Benavides & Hormiga, 2017 (Afryka Wschodnia i Południowa)
- Arocha Simon, 1893 (Peru, Brazylia)
- Australomimetus Heimer, 1986 (Australia)
- Ero C. L. Koch, 1836 (Palearktyka, Afryka, Ameryka Południowa, Stany Zjednoczone, Azja, Australia)
- Gelanor Thorell, 1869 (Ameryka Środkowa i Południowa)
- Kratochvilia Strand, 1934 (Wyspa Książęca)
- Melaenosia Simon, 1906 (Indie)
- Mimetus Hentz, 1832 (kosmopolityczny)

Synonimy (w przeciwieństwie do wcześniejszej publikacji Joel Hallan)
- Phobetinus Simon, 1895 (Wietnam, Sri Lanka) = Mimetus Hentz, 1832. Zobacz w Benavides & Hormiga, 2020[4].
- Reo Brignoli, 1979 (USA, Kenia) = Mimetus Hentz, 1832. Zobacz w Benavides & Hormiga, 2020[4].

Przeniesione do Tetragnathidae:

- Arochoides Mello-Leitão, 1935 (Ameryka Południowa) = Azilia Keyserling, 1881. Zobacz w Benavides & Hormiga, 2020[4].

Przeniesione do Araneidae:

- Gnolus Simon, 1879 (Ameryka Południowa)
- Oarces Simon, 1879 (Ameryka Południowa)